# Orlovice (hrad)
Orlovice jsou zaniklý hrad nad vesnici Orlovice v okrese Vyškov. Jeho pozůstatky jsou od roku 1970 chráněny jako kulturní památka.

## Historie
Vesnice Orlovice byla příslušenstvím ivanovického panství, kde měli johanité své původní sídlo. Tatarský vpád v roce 1241 však ukázal, že opevněný dvorec v Ivanovicích nedostačuje a tak bylo rozhodnuto vystavět pevný hrad, který by se stal i reprezentativním sídlem komtura. Výstavba hradu probíhala ve druhé polovině 13. století a hrad byl obyvatelný někdy na přelomu 13. a 14. století.

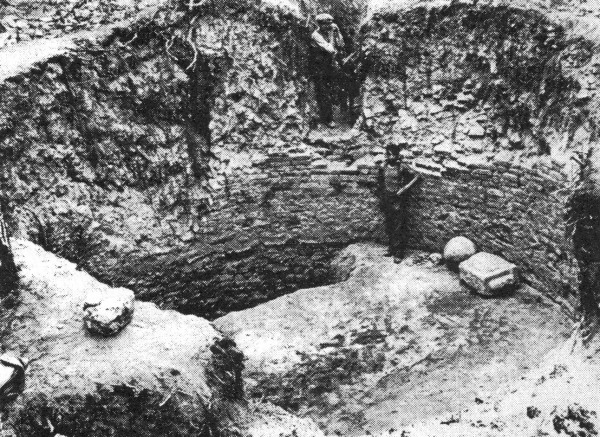
Orlovice spodek vykopané věže ve třicátých letech 20. století

Prvním známým komturem na radě byl Pertold de Salza, který se uvádí v letech 1328–1332. V letech 1360–1362 byl komturem Radslav Řemdih z Malešova a roku 1392 Hereš, který byl řádovým místodržícím pro Moravu. Za husitských válek utrpěl řád johanitů značné ztráty a hrad se dostal do rukou Zikmunda Lucemburského. Ten ho roku 1423 předal svému zeťovi Albrechtovi. Roku 1425 dostal hrad do zástavy Hašek z Valdštejna, který přešel od husitů na katolickou stranu. Na Moravu však vpadla další husitská výprava, při níž byl hrad dobyt a zpustošen. Roku 1445 johanité svůj hrad získali zpět, když ho vyplatili. O rok později však johanité hrad zastavili brněnskému měšťanovi Michalovi Kunigsfelderovi, který se po hradě psal. Na panství se střídali různí zástavní držitelé, což trvalo až do roku 1490, kdy velkopřevor johanitů Jan ze Švamberka nechal hrad s panstvím zapsat do zemských desek varadínskému biskupovi Janu Filipcovi. Když roku 1492 získal panství Jan z Kunovic, hrad se uvádí jako pustý.
Hrad byl značně rozlehlý a měj dvojdílnou dispozici. Po rozebrání hradu pro stavební účely dostala zřícenina v lidovém podání název Orlov, který se nesprávně užívá i v současné době.

## Stavební podoba
Z někdejšího gotického hradu se dodnes dochovaly jen pozůstatky valů a příkopů. Na jeho bývalém předhradí stojí dosud slohově neurčitý orlovický kostel sv. Václava, postavený v roce 1785 na zbytcích hradní kaple.